# Micronutrientes
Los micronutrientes son elementos esenciales que los seres vivos, incluido el ser humano, requieren en pequeñas cantidades a lo largo de la vida para realizar una serie de funciones metabólicas y fisiológicas para mantener la salud. Desempeñan importantes funciones metabólicas como cofactores enzimáticos, al formar parte de la estructura de numerosas enzimas (grupos prostéticos) o al acompañarlas (coenzimas).

## Micronutrientes en Humanos

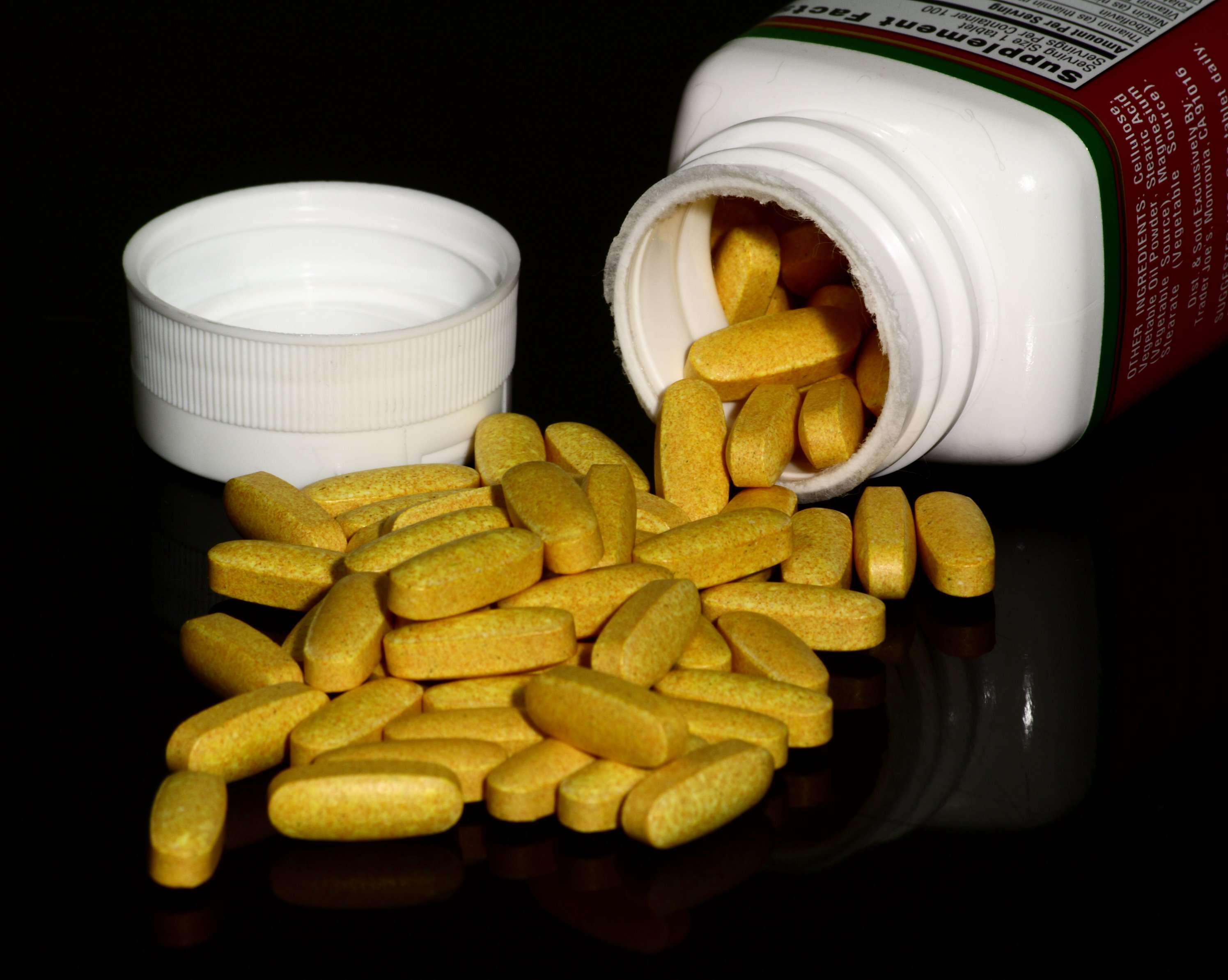
Algunos micronutrientes pueden ser suministrados en tabletas.

Los micronutrientes no siempre necesitan ser aportados diariamente. La vitamina A y D o la B12 pueden almacenarse en el hígado para cubrir las necesidades de periodos superiores al año. De hecho en países pobres se suministra a los niños una pastilla al año que cubre todas sus necesidades de Vitamina A en ese periodo, por ejemplo. Idealmente, sería mejor suministrarles una dosis cada 6 meses. [cita requerida]

### Ingesta de micronutrientes
Para la nutrición humana y animal, se consideran como micronutrientes a las vitaminas y minerales. Se llaman así porque se requieren diariamente en pequeñas cantidades. Para la nutrición humana, los requerimientos diarios de micronutrientes son en cantidades generalmente menores a 100 miligramos, mientras que los macronutrientes se requieren en gramos. [cita requerida] Algunos de los más importantes micronutrientes son el yodo, el hierro y la vitamina A que son esenciales para el crecimiento físico, el desarrollo de las funciones cognitivas y fisiológicas y la resistencia a las infecciones. [cita requerida]

### Categorización
Los micronutrientes más conocidos son:
- Las vitaminas, como las vitaminas A, C y E.
- Los minerales, como el hierro, el cobre y el magnesio.
- Los oligoelementos, como el yodo, el cobre, el selenio, el flúor.

Sin embargo, en micronutrición, se consideran otras categorías de micronutrientes. Como es el caso de las siguientes familias:
- Los polifenoles, flavonoides y carotenoides.
- Los ácidos grasos poliinsaturados, como los omega-3.
- Los aminoácidos esenciales, como la valina, la leucina y la isoleucina.
- Los pre y los probióticos.

### Deficiencia de Micronutrientes
Las deficiencias de micronutrientes afectan a más de dos mil millones de personas de todas las edades tanto en los países en desarrollo como en los industrializados. Son la causa de algunas enfermedades, exacerban otras y se reconoce que tienen un impacto importante en la salud mundial. Los micronutrientes importantes incluyen yodo, hierro, zinc, calcio, selenio, flúor y vitaminas A, B6, B 12, B1, B2, B3, B9 y C.
Las deficiencias de micronutrientes pueden ocasionar:
- Salud ocular deficiente.
- Bajo peso al nacer.
- Impacto negativo en el desarrollo físico y cognitivo de los niños.
- Aumenta el riesgo de enfermedades crónicas en los adultos.

#### Tratamiento
Las estrategias centradas en la ingesta de alimentos variados y ricos en nutrientes, alimentos enriquecidos y suplementos vitamínicos pueden ayudar a prevenir deficiencias de micronutrientes.

## Micronutrientes en Plantas
En plantas son todos minerales. Se han podido estudiar bien en ellas gracias al  cultivos sin suelo. Se ha descubierto que algunos elementos se necesitan en proporciones tan bajas que un fertilizante que no los contenga en su formulación, puede aportarlos debido a las impurezas que contiene. [cita requerida] En plantas, algunos micronutrientes es suficiente con que se les suministre una vez en la vida. Simplemente con el contenido de él que hay en la semilla. Para que se produzca deficiencia se deberían cultivar varias generaciones en ausencia de ese mineral. [cita requerida]
En algunos casos como el del sodio pueden ser aportados solo por tocar una hoja de una planta. El sudor de los dedos contiene suficiente sal y hace el efecto de un abono foliar. [cita requerida]